# Гулакандоз
Гулакандо́з (тадж. Ғулакандоз) — кишлак в Согдійському вілояті Таджикистану, центр (і єдине поселення) Гулакандозького джамоату Расуловської нохії. Кишлак є одним з найбільших сіл у країні.

## Географія
Кишлак розташований в західній частині Ферганської долини, біля смт Пролетарськ. За 4 км на північ протікає річка Сирдар'я. Поселення розташоване на висоті 390 м.
| Таджикистан | Це незавершена стаття з географії Таджикистану. Ви можете допомогти проєкту, виправивши або дописавши її. |